# Калвіська сільська рада
Ка́лвіська сільська рада (ест. Kalvi külanõukogu, рос. Кальвиский сельский совет) — сільська рада в Естонській РСР, адміністративно-територіальна одиниця в складі повіту Вірумаа (1945—1950) та Ківіиліського району (1950—1954).

## Населені пункти
Сільській раді підпорядковувалися населені пункти:
села: Мянніку (Männiku), Магу (Mahu), Орґу (Orgu), Лаге (Lahe), Торна (Пярна?) (Torna (Pärna?), Адріка (Adrika), Мяепеалсе (Mäepealse), Калві (Kalvi), Курна (Kurna), Келу (Kelu), Кезіметса (Kesimetsa), Азері (Aseri); поселення Ору (Oru asundus).

## Історія
13 вересня 1945 року на території волості Магу у Віруському повіті утворена Калвіська сільська рада з центром у селі Калві.
26 вересня 1950 року, після скасування в Естонській РСР повітового та волосного поділу, сільська рада ввійшла до складу новоутвореного Ківіиліського сільського району.
17 червня 1954 року в процесі укрупнення сільських рад Естонської РСР Калвіська сільська рада ліквідована, а її територія склала північно-західну частину Раннуської сільської ради.